# Соболев (Мазовецьке воєводство)
Соболев (пол. Sobolew) — село в Польщі, у гміні Соболев Ґарволінського повіту Мазовецького воєводства.
Населення — 3743 особи (2011).
У 1975-1998 роках село належало до Седлецького воєводства.

## Демографія
Демографічна структура станом на 31 березня 2011 року:
|          | Загалом | Допрацездатний вік | Працездатний вік | Постпрацездатний вік |
| -------- | ------- | ------------------ | ---------------- | -------------------- |
| Чоловіки | 1807    | 395                | 1251             | 161                  |
| Жінки    | 1936    | 401                | 1121             | 414                  |
| Разом    | 3743    | 796                | 2372             | 575                  |